# Siderone galanthis
Espèce
Siderone galanthis est une espèce de lépidoptères appartenant à la famille des Nymphalidae, à la sous-famille des  Charaxinae et au genre Siderone.

## Dénomination
Siderone galanthis a été décrit par Pieter Cramer en 1775 sous le nom initial de Papilio galanthis.

### Noms vernaculaires
Siderone galanthis se nomme Red-striped en anglais.

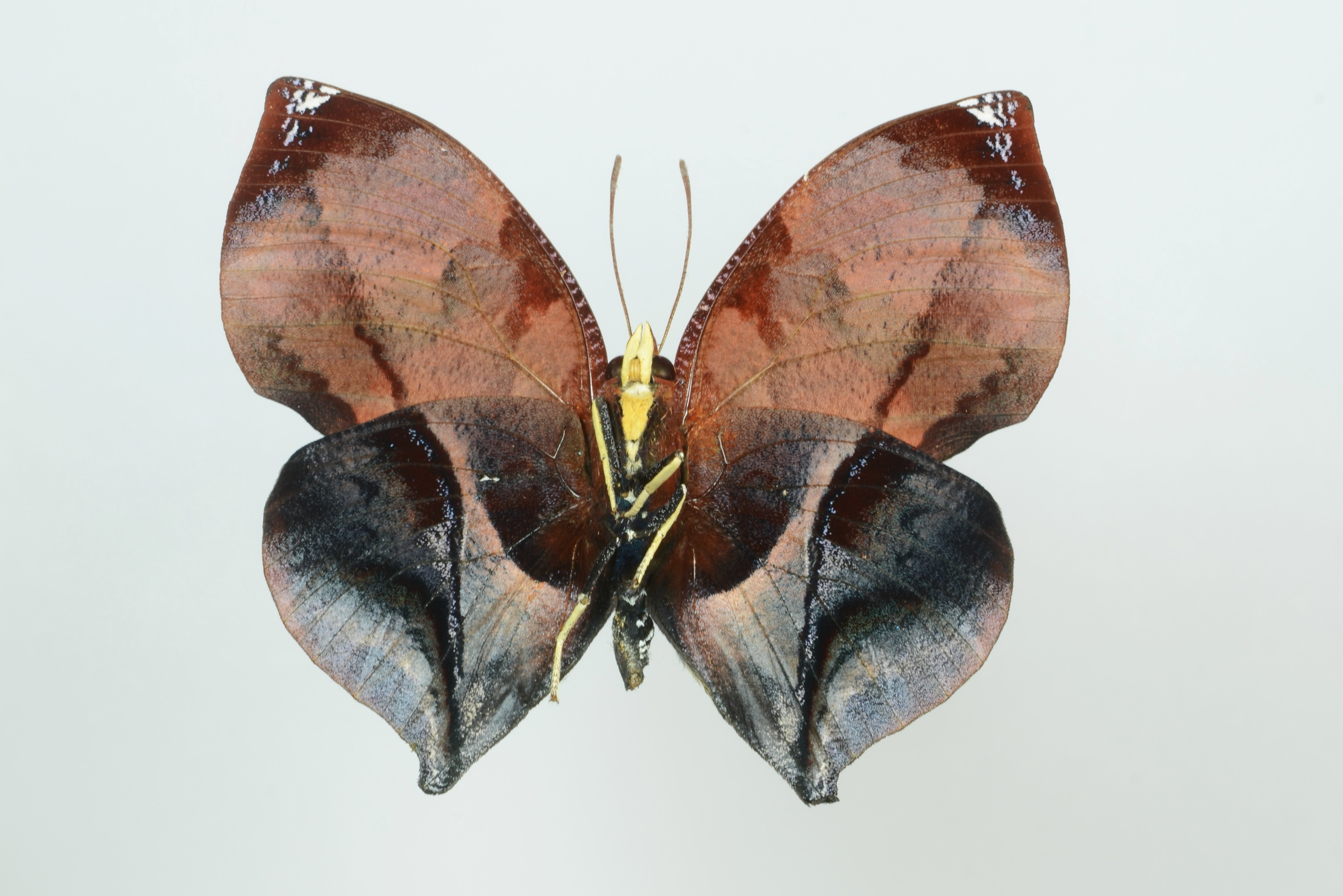
Revers de Siderone galanthis

### Sous-espèces
- Siderone galanthis galanthis; présent à Trinité-et-Tobago, au Surinam et au Brésil
- Siderone galanthis nemesis; présent à Cuba et en République dominicaine.
- Siderone galanthis thebais C. & R. Felder, 1862; présent en Colombie, en Équateur et au Brésil
- Siderone galanthis ssp; présent au Mexique.

### Synonymie
Siderone marthesia f. cancellariae, Siderone marthesia f. leonora, Siderone marthesia f. sincera, Siderone marthesia f.salmonea sont synonymes de Siderone galanthis galanthis
Siderone nemesis, Siderone ide et Siderone rogerii sont synonymes de Siderone galanthis nemesis
Siderone nemesis f.confluens, Siderone nemesis f.exactasont synonymes de Siderone galanthis thebais.

## Description
Siderone galanthis est un grand papillon à l'apex des ailes antérieures et l'angle anal des ailes postérieures pointus.
Le dessus des ailes antérieures est marron avec deux larges flaques rouges le long de la partie basale du bord costal, laissant une bordure du bord interne et du bord externe et une bande de l'angle interne au milieu du bord costal. Les ailes postérieures sont marron.
Le revers est marron marbré, il mime une feuille morte.

## Biologie

### Plantes hôtes
Les plantes hôtes de la chenille de Siderone galanthis galanthis sont Casearia sylvestris et Zuelania quidonia.

## Écologie et distribution
Siderone galanthis est présent à Cuba, en République dominicaine, à Trinité-et-Tobago, au Surinam, en Colombie, en Équateur et au Brésil.

### Protection
Pas de statut de protection particulier.

## Philatélie
Siderone galanthis nemesis figure sur une émission de Cuba de 1965 (valeur faciale : 3 c.).